# Ricardo Alexandre dos Santos
Ricardo Alexandre dos Santos, detto Ricardinho (Passos, 24 giugno 1976), è un ex calciatore brasiliano, di ruolo centrocampista.

## Carriera

### Club
Ricardinho ha cominciato la carriera professionistica con il Cruzeiro. In questa squadra ha militato dieci anni, comprese le giovanili, per un totale di 415 partite, risultando ottavo nella classifica dei giocatori con il maggior numero di presenze nel Cruzeiro. Con i Celestes ha vinto quasi tutto, inclusa una Coppa Libertadores nel 1997, una Recopa, quattro Campionati mineiri e due Coppe del Brasile. Successivamente ha giocato in Giappone, con Kashiwa Reysol e Kashima Antlers, prima di tornare in Brasile nel 2007 per vestire prima la maglia del Cruzeiro e poi quella del Corinthians.

### Nazionale
Conta tre presenze in nazionale brasiliana: la prima è stata in occasione di un'amichevole tenutasi a Manaus il 18 dicembre 1996, vinta dai verdeoro per 1-0 contro la Bosnia ed Erzegovina. Altre due presenze le ha collezionate rispettivamente nel 2000 e nel 2001.

## Palmarès

### Club

#### Competizioni statali
- Campionato Mineiro: 4

1994, 1996, 1997, 1998
- Copa Sul-Minas: 1

2001, 2002
- Supercampionato del Minas Gerais: 1

2002

#### Competizioni nazionali
- Coppa del Brasile: 2

1996, 2000
- Copa Centro-Oeste: 1

1999

#### Competizioni internazionali
- Copa Master de Supercopa: 1

Cruzeiro: 1994
- Copa de Oro: 1

Cruzeiro: 1995
- Coppa Libertadores: 1

Cruzeiro: 1997
- Recopa Sudamericana: 1

Cruzeiro: 1998

### Individuale
- Bola de Prata: 1

2000